# DNAJC5
DNAJC5 (англ. DnaJ heat shock protein family (Hsp40) member C5) – білок, який кодується однойменним геном, розташованим у людей на короткому плечі 20-ї хромосоми. Довжина поліпептидного ланцюга білка становить 198 амінокислот, а молекулярна маса — 22 149.
| 10         |  | 20         |  | 30         |  | 40         |  | 50         |
| ---------- |  | ---------- |  | ---------- |  | ---------- |  | ---------- |
| MADQRQRSLS |  | TSGESLYHVL |  | GLDKNATSDD |  | IKKSYRKLAL |  | KYHPDKNPDN |
| PEAADKFKEI |  | NNAHAILTDA |  | TKRNIYDKYG |  | SLGLYVAEQF |  | GEENVNTYFV |
| LSSWWAKALF |  | VFCGLLTCCY |  | CCCCLCCCFN |  | CCCGKCKPKA |  | PEGEETEFYV |
| SPEDLEAQLQ |  | SDEREATDTP |  | IVIQPASATE |  | TTQLTADSHP |  | SYHTDGFN   |

A: Аланін

C: Цистеїн

D: Аспарагінова кислота

E: Глутамінова кислота

F: Фенілаланін

G: Гліцин

H: Гістидин

I: Ізолейцин

K: Лізин

L: Лейцин

M: Метіонін

N: Аспарагін

P: Пролін

Q: Глутамін

R: Аргінін

S: Серин

T: Треонін

V: Валін

W: Триптофан

Кодований геном білок за функціями належить до шаперонів, фосфопротеїнів. 
Задіяний у таких біологічних процесах, як ацетилювання, альтернативний сплайсинг. 
Локалізований у клітинній мембрані, мембрані.